# 春山香代子
春山 香代子（はるやま かよこ、1979年3月5日 - ）は、日本の元女子プロレスラー。福岡県福岡市出身。

## 所属
- JWP女子プロレス（1997年 - 2015年）

## 経歴・戦歴
1998年
- 1月23日、神奈川・川崎市体育館において、対渡辺えりか戦でデビュー。
- 7月12日、第3回蒼星杯（ブルースターカップ）巴戦優勝。

2007年
- 8月12日、板橋グリーンホールにて、倉垣翼とのタッグ「春倉」としてJWP認定タッグ王座を獲得。

2008年
- 4月29日、後楽園ホールにて、日向あずみを破り、JWP認定無差別級王座を獲得。その後、2010年4月18日、高橋奈苗に敗れるまで、8回の防衛に成功（12月24日に米山香織によって破られるまでJWP無差別級王座連続防衛記録であった）。

2010年
- 12月23日、後楽園ホールにて、「春倉」として阿部幸江&アジャ・コング組を破り、JWP認定タッグ王座を獲得。

2011年
- 春倉で「JWPタッグリーグ・ザ・ベスト2011」参戦。優勝を果たす。

2012年
- 4月22日、後楽園ホールにて、倉垣翼を破り、JWP認定無差別級王者に返り咲く。
- 10月28日、東京キネマ倶楽部にて、さくらえみに敗れ、JWP認定無差別級王者を明け渡す。

2015年
- アイスリボンの希月あおいとのタッグ、「オレンジハッピーズ」として、「JWPタッグリーグ・ザ・ベスト2015」に参戦し、自身4年振り2度目の優勝を果たす。
- 4月5日、後楽園ホールにて、自身最後の挑戦と明言したタイトルマッチにおいて中島安里紗を破り、自身3度目のJWP認定無差別級王座戴冠。
- 7月11日、新宿FACEにて、コマンド・ボリショイに敗れ、JWP認定無差別級王者を明け渡す。また、その場で12月27日の後楽園ホール大会をもって引退することを発表。
- 12月27日、JWP女子プロレス 後楽園ホール大会にて、倉垣翼との対戦を最後に引退。

## 得意技
キーンハンマー
ボディスラムのように持ち上げ、自分の右側に相手を落とす変形のドライバー。コマンド・ボリショイ、シャーク土屋、田村欣子、元気美佐恵、輝優優ら先輩レスラーからも勝利を挙げている必殺技
雪崩式ギロチンドロップ
コーナー上にいる相手の喉辺りに片足をかけ、同体で落下。マットに叩きつけると同時にギロチンドロップの衝撃を与える。かつてデビル雅美が使用していた
ダイビング・ギロチン
ローリング・クレイドル
オレンジ☆ブロッサム
相手の両腕を背中側でがっちり固めて投げるスープレックス
オレンジ☆トマホーク
自分はコーナー上に座った状態で、リング上の相手の首の後ろに片足をかけ、押し潰すように顔面から叩きつける
スノーボム
KAYOKOスペシャル

## タイトル歴
- JWP認定ジュニア王座
- JWP認定タッグ王座
- 全日本シングル王座
- 全日本タッグ王座
- デイリースポーツ認定女子タッグ王座
- JWP認定無差別級王座 : 3回（第13代、第19代、第24代）
- 蒼星杯 優勝（1998年）

## 入場テーマ曲
- 「LOVE」（SONIC DREAM）